# Anna von Sydow
Anna Maria von Sydow, född 12 september 1865 i Gränna, död 9 mars 1924 i Lund, var en svensk målare och tecknare.
Hon var dotter till fördelningsläkaren Axel Ulrik Quennerstedt och Emalia Johanna Kull och från 1906 gift med professorn Carl Wilhelm von Sydow. Hon var brorsdotter till August Quennerstedt. Sydow studerade konst för Axel Borg i Örebro på 1880-talet. Hennes konst består av blomsterstilleben och landskap målade på siden samt porträtt utförda i olja eller pastell.